# Újezd pod Troskami
Újezd pod Troskami – gmina w Czechach, w powiecie Jiczyn, w kraju hradeckim. Według danych z dnia 1 stycznia 2014 liczyła 314 mieszkańców.